# Maksim Beljajev
Maksim Aleksandrovitsj Beljajev (Russisch: Максим Александрович Беляев) (Ozyory, 30 september 1991) is een Russisch voetballer die doorgaans speelt als centrale verdediger. In juli 2025 verruilde hij FK Leningradets voor SKA Rostov aan de Don.

## Clubcarrière
Beljajev doorliep de jeugdopleiding van Lokomotiv Moskou. In 2009 werd hij doorgeschoven naar het eerste elftal. Op 19 juli van dat jaar maakte hij zijn debuut, toen er met 1–1 gelijkgespeeld werd tegen Amkar Perm. Beljajev viel in de eerste helft in. Tussen drie verhuurperiodes, bij Dinamo Brjansk, Torpedo Vladimir en FK Rostov, in speelde hij sporadisch voor Lokomotiv. In 2015 maakte Beljajev de overstap naar Sjinnik Jaroslavl. Een jaar later verkaste hij opnieuw, toen hij voor Arsenal Toela ging spelen. In juni 2019 verlengde de Rus zijn verbintenis bij Arsenal tot medio 2021. Later werd deze tweemaal opengebroken en verlengd, tot en met juni 2023. Na afloop van dit contract nam FK Leningradets de verdediger transfervrij over. Medio 2025 verkaste Beljajev naar SKA Rostov aan de Don.